# 藤本京太郎
京太郎（きょうたろう、1986年6月23日 - ）は、日本の男性キックボクサー、元プロボクサー。大阪府大阪市住之江区出身。
第2代K-1ヘビー級王者。第2代日本ヘビー級王者。第21代OPBF東洋太平洋ヘビー級王者。元WBOアジア太平洋ヘビー級王者。ボクシング時代は本名の藤本京太郎を使用し、角海老宝石ボクシングジムに所属していた。ボクシング時代の最高ランキングはWBO世界ヘビー級5位。

## 人物
日本人で初めてのK-1ヘビー級王者であり、自身より体格が大きなスーパーヘビー級の外国人選手と対峙するために、フットワークを使いローキックとカウンター狙いのヒット・アンド・アウェイが中心の堅実な試合スタイルで、また日本人離れした打たれ強さも持つ。
ボクシングでも日本ヘビー級王座を獲得すると、アジア人として初めてOPBF東洋太平洋ヘビー級王座、及びWBOアジア太平洋ヘビー級王座を戴冠し、日本人として初めて日本王座、OPBF王座並びにWBOアジア太平洋王座のヘビー級3冠を果たした。また、日本人ヘビー級ボクサーとして初めて主要4団体（WBA、WBC、IBF、WBO）の内、WBCとWBOの世界ランキングにランク入りする快挙を達成している。

## 来歴

### K-1時代
2006年5月17日、J-NETWORKで狂太郎レンジャーのリングネームでプロデビュー。花田純一にKO勝ち。
2007年2月25日、K-1 JAPAN TRYOUTに参加。基礎体力診断、ミット打ちなどをクリアし、トライアウトに合格した。
2007年5月3日、K-2 GRAND PRIX 第18回全日本新空手道選手権大会の重量級（75kg以上）に京太郎として出場。決勝で菊池純一に勝ち、優勝を果たした。
2007年5月4日から5月6日にかけてゴールドジム幕張千葉アネックスで行われたK-1 TRYOUT 日本選考合宿に参加し、マイク・ベルナルドがコーチを務めるチーム・ベルナルド所属となり、7月17日から約2週間、ベルナルドの母国である南アフリカで海外合宿を行った。
2007年8月16日、K-1 TRYOUT 2007 SURVIVALで開催されたK-1 YOUNG JAPAN GPトーナメントに強太郎レンジャーと改名し出場。1回戦で百瀬竜徳、決勝で佐藤匠に判定勝ちし、K-1本戦出場を決めた。
2007年12月22日、チームドラゴン主催興行のメインイベントで中迫強と対戦し、右フックでKO勝ち。
2008年1月、リングネームを前田 慶次郎に改めた。戦国武将前田利益の通称である慶次郎と師匠の前田憲作に由来する。
2008年4月13日、K-1 WORLD GP 2008 IN YOKOHAMAでマイティ・モーと対戦、正面から打ち合わずローキックを蹴りながらフットワークを使ってモーの攻撃をかわし続けて判定勝ち。金星をあげるも地上波放送はされなかった。試合後、「熱のある試合ができなかった」と反省のコメントを残した。
2008年6月29日、K-1 WORLD GP 2008 IN FUKUOKAで行われたK-1 JAPAN GPに出場。1回戦で武蔵に判定勝ち、準決勝で佐藤匠に判定勝ちしたものの、決勝でエヴェルトン・テイシェイラに判定負けし、準優勝となると同時にキャリア初黒星となった。

#### K-1ヘビー級王座獲得
2009年3月28日、K-1 WORLD GP 2009 IN YOKOHAMAの第2代K-1ヘビー級王者決定トーナメントに出場。1回戦でメルヴィン・マヌーフにカウンターの右フックでKO勝ちし、続く決勝でグーカン・サキと延長戦の末に2-0の僅差判定勝ち。K-1で日本人初となる重量級王者となった。
2009年8月4日の公開練習でリングネームを京太郎に変更することが発表された。
2009年9月26日、K-1 WORLD GP 2009 IN SEOUL FINAL16のワールドグランプリ1回戦でルスラン・カラエフと対戦し、0-3の判定負けを喫した。
2010年2月28日、新日本プロレス興行で中邑真輔と2分2R・K-1ルールのエキシビションマッチを行った。2R終了後、プロレスルールのEXTRAラウンドも行われ、ドロップキックも繰り出した。
2010年4月3日、K-1 WORLD GP 2010 IN YOKOHAMAで行われた、K-1世界ヘビー級タイトルマッチでピーター・アーツと対戦。試合前は京太郎の圧倒的不利が予想されたが、40歳という年齢とスーパーヘビー級から階級を落とした減量の影響で動きに精彩を欠くアーツを序盤から圧倒し、2Rに右ストレートでKO勝ちを収め初防衛に成功した。
2010年10月2日、K-1 WORLD GP 2010 IN SEOUL FINAL16に出場。ワールドグランプリ1回戦でジェロム・レ・バンナと戦い、3R終了時の判定0-1で延長まで縺れ込むも、判定への不満を露にしたバンナがリングを下りてしまい試合放棄による勝利となった。試合後の会見でバンナは「京太郎は素晴らしい選手だが、判定は公平じゃなかった」と不満を語った。一方の京太郎は「今まで21試合してきて初めて勝ちたいと思ったし、一番怖かった試合でした。僕は判定を聞くまで"90パーセント負けた"と思っていたが、勝てて良かった」と語った。
2010年12月11日、K-1 WORLD GP 2010 FINALのワールドグランプリ準々決勝でセーム・シュルトと対戦し、0-3の判定負け。
2010年12月31日、Dynamite!! 〜勇気のチカラ2010〜にてDREAMライトヘビー級王者のゲガール・ムサシとK-1ルールで対戦。前戦から20日後という強行日程だったが、2ラウンドに右フックでダウンを奪われ、0-3の判定負けを喫した。

### プロボクシング転向
2011年に入り、K-1の経営母体であるFEGの経営難が表面化し、特に京太郎の所属するヘビー級については全く興行の目処が立たない状況となる。このため京太郎は同年5月に東京スポーツ紙上でプロレスラーへの転向を図る意向を表明した。これを受けて全日本プロレスが京太郎にオファーを出し、同年6月19日の両国国技館大会において船木誠勝との対戦でプロレスデビューを飾った。6月28日には全日本プロレスの合同練習に参加、また同時期にK-1の開催予定を発表していた谷川貞治プロデューサーに向けてコメントを求められると「谷川さんって誰？」と皮肉交じりにコメントして改めてプロレスに専念する意向を示した。
しかし最終的にプロボクシングへの転向を決意してK-1ヘビー級王座を返上し、同年10月に角海老宝石ボクシングジムへ所属することになった。また、ボクシング転向を発表した際の記者会見で、京太郎自身にもファイトマネー未払いがあったことを告白した。
K-1時代はスーパーヘビー級（100kg以上・上限無し）よりもヘビー級（100kg以下）で王者になるなど実績を残したこともあり、プロボクシング転向後はヘビー級だけでなく、クルーザー級で戦うことも視野に入れていることを表明した。なお、日本プロボクシングではリングネームを「2単語以上」と定めているため、従来の「京太郎」のリングネームが使用できないことから、リングネームを本名の藤本京太郎に戻した。
2011年12月2日に行われたプロテストでB級ライセンスに合格した。
2011年12月31日、大阪府立体育会館で行われた井岡一翔の世界タイトルマッチの前座でボクシングデビュー戦を行った。マイケル・オドネルを相手に左ジャブ、ワン・ツーを軸に徹底的に攻め込み、5回にはダウンを奪って6回3-0（3者とも60-53）のフルマークの判定勝ちを収めた。
2012年3月6日、後楽園ホールでOPBF東洋太平洋ヘビー級9位の金在贊（韓国）と対戦。右ストレートで腰がくだけた相手に連打を浴びせ、2回1分3秒TKO勝ちを収め、ボクシング転向後初のKO勝利。この勝利でOPBF東洋太平洋ヘビー級8位にランクされた。日本人選手がOPBF東洋太平洋ヘビー級ランカーとなったのは2005年に日本人として初めてOPBF東洋太平洋ヘビー級王座に挑戦した高橋良輔以来となった。
2012年4月12日、世界的プロモーター、ドン・キングとプロモート契約を結ぶプランを持っていることが報道された。
2012年5月17日、後楽園ホールでの3戦目では、当初対戦相手はジュニア・パティ（ニュージーランド）と発表されていたが、同じニュージーランドのアファ・タトゥプに変更された。試合は2回にカウンターの右ストレートでダウンを奪い、2回47秒TKOで勝ちを収め、デビュー3連勝とともに2戦連続KO勝利となった。
2012年6月20日、大阪府立体育会館で行われたWBA・WBC世界ミニマム級王座統一戦、井岡一翔 対八重樫東のセミファイナルに出場。アメリカのクラレンス・ティルマンと対戦。身長で10センチ、体重で20キロも上回る相手を3回2分2秒KO勝ちを収め、プロボクシング転向後4連勝を飾った。この試合後、日本ヘビー級1位にランクされ、1957年以来55年ぶりの日本ヘビー級ランカーとなった。
2012年9月19日、後楽園ホールでのボクシング転向5戦目でWBC世界ヘビー級15位のチャウンシー・ウエリバー（アメリカ）と対戦。ウエリバーは2012年6月発表のWBC世界ヘビー級ランキングでは5位であり、それまで1年以上にわたって一桁台のランキングを保持していた。日本人選手がヘビー級の世界ランカーと対戦するのは史上初めてで、前日計量では京太郎は102・4キロ、ウェリバーは113・5キロという11キロの差があったが、足を使い、的確に左右のボディーを決め、序盤から主導権を奪取し、10回3-0（99-91、98-93、98-94）の判定勝ちを収めプロボクシング転向から5連勝を飾った。この勝利で日本人史上最高となるOPBF東洋太平洋ヘビー級2位にランクされ、またWBC世界ヘビー級15位にもランク入りし日本人では初のヘビー級の世界ランク入りを果たした。
2012年12月31日、大阪府立体育会館でOPBF東洋太平洋ヘビー級1位のソロモン・ハウモノ（オーストラリア）とOPBF東洋太平洋ヘビー級王座決定戦を行うが、消極的な試合運びで手を出せず、5回にロープ際に追い詰められると連打でダウンを喫し、なんとか立ち上がるも直後に強烈な右フックを浴びてキャンバスに崩れ落ち失神、5回57秒TKO負けを喫し王座獲得に失敗した。この敗戦で世界ランク25位と急降下した。
2013年4月17日、後楽園ホールで元K-1ファイターのファブリス・オーレン（フランス）と対戦し、7回1分11秒TKO勝ちを収め再起を果たした。

#### 日本ヘビー級王座獲得
2013年7月25日、後楽園ホールで元OPBF東洋太平洋ヘビー級王者で日本ヘビー級2位のオケロ・ピーター（緑）と日本ヘビー級王座決定戦を行い、6回に2度のダウンを奪い6回2分59秒TKO勝ちを収め、56年ぶりに復活した王座獲得に成功した。
2013年11月25日、後楽園ホールで日本ヘビー級3位の竹原虎辰（緑）と対戦。日本ヘビー級王座の防衛戦は史上初となった。試合は序盤から手数で上回り、3回にはグラつつかせてラッシュをかけるなど有利に進め、10回3-0（96-94、97-94、97-93）の判定勝ちを収め初防衛に成功した。
2014年4月5日、在日米軍キャンプ座間の興行にて元WBA・WBC世界クルーザー級スーパー王者ジャン＝マルク・モルメクのスパーリングパートナーを務めたこともあるカール・ドゥプスと3ラウンドのエキシビションを行った。
2014年4月30日、後楽園ホールで元WBA世界スーパーウェルター級暫定王者の石田順裕（グリーンツダ）と対戦し、8回3-0（2者が77-75、77-76）の判定勝ちを収めた。
2014年9月10日、後楽園ホールで日本ヘビー級1位の竹原虎辰と再戦し、5回44秒TKO勝ちを収め2度目の防衛に成功した。試合後、日本タイトルに興味はない、強い外国人とやりたいと発言した。
2014年9月25日、PABAヘビー級王者でWBOオリエンタルヘビー級王者でOPBF東洋太平洋ヘビー級2位であり後にWBO世界ヘビー級王者となるジョセフ・パーカーから、ソロモン・ハウモノの王座剥奪に伴うOPBF東洋太平洋ヘビー級王座決定戦での対戦のオファーを受けた。
2014年12月18日、後楽園ホールで石田順裕と対戦経験があるUBOインターコンチネンタルクルーザー級王者・ダビド・ラデフ（フランス）と対戦し、8回3-0（2者が79-74、80-73）の判定勝ちを収めた。
2015年4月30日、後楽園ホールで日本ヘビー級1位の石田順裕と1年ぶりに再戦し、10回2-1（96-94、96-95、95-96）の判定勝ちを収め3度目の防衛に成功した。
2015年6月15日、同年8月1日にニュージーランドのインバーカーギルにあるスタジアム・サウスランドでPABAヘビー級王者でWBOオリエンタルヘビー級王者でOPBF東洋太平洋ヘビー級1位のジョセフ・パーカーとの対戦が発表された。
2015年6月22日、藤本が同月9日にWBC世界ヘビー級14位となり世界王座に挑戦する資格を得たことでWBC世界ヘビー級王者デオンテイ・ワイルダーとの対戦を見据え、PABAヘビー級王座並びにWBOオリエンタルヘビー級王座を懸けたジョセフ・パーカーとの対戦は見送りとなった。
2015年8月2日、日本ヘビー級1位の石田順裕が現役を引退した為、日本ヘビー級のランキングに藤本が唯一の選手となった。このためJPBAはJBCに対して日本ヘビー級の存続を要請したが、藤本の保持する王座がJBC預かりとなれば1958年1月以来2度目の日本ヘビー級の廃止危機に直面した。
2015年10月21日、後楽園ホールでデビッド・トーレス・ガルシア（メキシコ）と対戦し、3回に2度のダウンを奪い3回1分5秒KO勝ちを収めた。
2015年12月22日、JBCは理事会を開き、37歳定年制の一部緩和や3ノックダウン制の廃止など大幅なルール改正を行い2016年1月からの新ルール導入を決定し、元日本ヘビー級2位の竹原虎辰がボクサーライセンスの再申請の意思をJBCに伝えたことで消滅の危機にあった日本ヘビー級が存続する見通しとなった。
2016年4月27日、大田区総合体育館でネイサン・マッケイ（オーストラリア）と対戦し、8回3-0（2者が80-73、80-72）の判定勝ちを収めた。
2016年8月2日、新宿フェイスでアダム・ラブロック（オーストラリア）と対戦し、2回2分13秒TKO勝ちを収めた。

#### OPBF東洋太平洋ヘビー級王座獲得
2017年1月14日、後楽園ホールで行われた「第557回ダイナミックグローブ」でOPBF東洋太平洋ヘビー級2位のウイリー・ナッシオ（オーストラリア）とOPBF東洋太平洋ヘビー級王座決定戦を行い、12回3-0（118-109、116-112、116-111）の判定勝ちを収め王座獲得に成功した。

#### WBOアジア太平洋ヘビー級王座獲得
2017年5月8日、後楽園ホールで自身の持つOPBF東洋太平洋ヘビー級王座のタイトルマッチと空位のWBOアジア太平洋ヘビー級王座決定戦でヘルマン・パーセル（オーストラリア）と対戦し、9回1分22秒TKO勝ちを収めOPBF王座の初防衛に成功、WBOアジア太平洋王座の獲得にも成功した。
2017年11月4日、後楽園ホールで行われた「ダイナミックグローブ」でOPBF東洋太平洋ヘビー級4位のランドール・レイメントと対戦し、5回2分50秒KO勝ちを収めOPBF王座の2度目の防衛、WBOアジア太平洋王座の初防衛に成功した。
2018年5月7日、後楽園ホールでOPBF東洋太平洋ヘビー級8位のアーロン・ラッセルと対戦し、7回28秒TKO勝ちを収めめOPBF王座の3度目の防衛、WBOアジア太平洋王座の2度目の防衛に成功した。
2018年9月25日、後楽園ホールでOPBF東洋太平洋ヘビー級10位のスタット・カラレックと対戦し、6回終了TKO勝ちを収めめOPBF王座の4度目の防衛、WBOアジア太平洋王座の3度目の防衛に成功した。
2019年7月20日付けで日本・OPBF東洋太平洋王座を返上した。
2019年10月21日、後楽園ホールでかつて対戦した、OPBF東洋太平洋ヘビー級13位のスタット・カラレックとノンタイトルマッチを行い、6回2分8秒TKO勝ちを収めた。
2019年12月21日、イギリス・ロンドンのカッパーボックス・アリーナでWBOヘビー級5位・IBFヘビー級12位でWBOインターナショナル王者であり後にWBA世界ヘビー級レギュラー王者となるダニエル・デュボアと同タイトルマッチ兼WBCシルバー同級王座決定戦を戦うも、2回2分10秒KO負けを喫した。
2020年11月12日、日本ボクシングコミッションにライセンスを返上し、ボクサーを引退。これについて藤本は「新型コロナウイルス感染症の昨今の情勢により、海外遠征や外国人選手招へいは現実難しく、国内における試合ではヘビー級選手も不足し、試合が成立しない状況。また、日本プロボクシング業界での現行ルールでは二刀流で競技を続けることが不可能な状況。これらを鑑み、1度ライセンス返上とし、再び総合格闘技（K－1など）へ挑戦することとなった」とコメントした。

### K-1復帰
2021年3月28日、約11年ぶりのキックボクシング復帰戦となったK-1 WORLD GP 2021 JAPAN ～K’FESTA.4 DAY2～にて実方宏介と対戦し、KO勝ちを収めた。
2021年9月20日、K-1 WORLD GP 2021 JAPAN ～よこはまつり～にてシナ・カリミアンと対戦し、判定負けを喫した。
2022年4月3日、K-1 WORLD GP 2022 JAPAN ～K’FESTA.5～で行われたK-1 WORLD GP 2022 K-1無差別級トーナメントの1回戦で坂本英則にKO勝ちするも、続く準決勝でマハムード･サッタリに判定負けを喫した。

## エピソード
- 空手を始めたのは3歳のときで、当時気弱で2人の姉にいじめられていた京太郎を見た両親が、精神面を鍛える目的で近所にあった魚本流の空手道場に入門させたことがきっかけ[64]。
- 両親は京太郎が小学5年のときに離婚しており、母親・姉2人・祖母との家庭だった。その祖母が2010年3月に亡くなった際には、翌月に行われたピーター・アーツとの防衛戦で遺影を抱いて試合に挑み、試合後にはリング上で号泣した[64]。
- プロ格闘家を目指した動機は有名になりたいから。高校時代、目立ちたがり屋で文化祭などでパフォーマンスを行ったことが病みつきとなったという[64]。
- 試合のたびに奇抜な髪型や髪の色を変えたり、入場曲にピンクレディーの「ペッパー警部」や大塚愛の「さくらんぼ」などを使用、またキャリア初期の頃には、リングネームを前田 慶次郎、狂太郎レンジャー、強太郎レンジャーと頻繁に変更するなど様々なパフォーマンスを行っていたが、K-1プロデューサーの谷川貞治が、京太郎の本来の性格がジムで幼い子供達にも優しく指導し、母子家庭育ちの影響で家族を大切にする人柄であることを知って「奇をてらったようなことはしなくていい」と、パフォーマンスは逆効果だと助言したため、リングネームを本名の京太郎へと変更、入場曲もK-1 WORLD GP 2009 IN TOKYO以降は湘南乃風の「黄金魂」を使用している。ただし、髪型は現在でも色を染めたり、奇抜な型にしたりしている。
- K-1ヘビー級王者となってからも、居酒屋でのアルバイトを続けていたほか[65]、上京当時から借りていた家賃3万円のアパートに住み続けていた。当時はK-1王者であったため金銭面での不自由はなくなっていたが、アルバイトについては「社会勉強になるので今後も続ける」と、アパートについては「引越し作業がめんどくさい」と語っていた[64][66]。

## 戦績

### プロキックボクシング
| キックボクシング 戦績 | キックボクシング 戦績 | キックボクシング 戦績 | キックボクシング 戦績 | キックボクシング 戦績 | キックボクシング 戦績 | キックボクシング 戦績 |
| --------------------- | --------------------- | --------------------- | --------------------- | --------------------- | --------------------- | --------------------- |
| 28 試合               | (T)KO                 | 判定                  | その他                | 引き分け              | 無効試合              |                       |
| 21 勝                 | 11                    | 9                     | 1                     | 0                     | 0                     |                       |
| 7 敗                  | 0                     | 7                     | 0                     | 0                     | 0                     |                       |

| 勝敗 | 対戦相手                   | 試合結果                                   | 大会名                                                                                     | 開催年月日     |
| ○    | 石井慧                     | 3分3R終了 判定3-0                          | K-1 WORLD GP 2023 JAPAN ～K’FESTA.6～                                                      | 2023年3月12日  |
| ×    | マハムード･サッタリ        | 3R終了 判定0-2(1ドロー)                    | K-1 WORLD GP 2022 JAPAN ～K’FESTA.5～ 【 K-1 WORLD GP 2022 K-1無差別級トーナメント準決勝】 | 2022年4月3日   |
| ○    | 坂本英則                   | 2R 2:11 KO (右ストレート)                  | K-1 WORLD GP 2022 JAPAN ～K’FESTA.5～ 【 K-1 WORLD GP 2022 K-1無差別級トーナメント1回戦】  | 2022年4月3日   |
| ×    | シナ・カリミアン           | 3R+延長1R終了 判定1-2                      | K-1 WORLD GP 2021 JAPAN ～よこはまつり～                                                   | 2021年9月20日  |
| ○    | 実方宏介                   | 2R 0:25 KO（右ストレート）                 | K-1 WORLD GP 2021 JAPAN ～K’FESTA.4 DAY2～                                                 | 2021年3月28日  |
| ×    | ゲガール・ムサシ           | 3R終了 判定0-3                             | Dynamite!! 〜勇気のチカラ2010〜                                                            | 2010年12月31日 |
| ×    | セミー・シュルト           | 3R終了 判定0-3                             | K-1 WORLD GP 2010 FINAL 【WORLD GP 準々決勝】                                              | 2010年12月11日 |
| ○    | ジェロム・レ・バンナ       | 試合放棄 （※3R終了 判定0-1）               | K-1 WORLD GP 2010 IN SEOUL FINAL16 【WORLD GP 1回戦】                                      | 2010年10月2日  |
| ○    | ピーター・アーツ           | 2R 1:56 KO（右ストレート）                 | K-1 WORLD GP 2010 IN YOKOHAMA 【K-1ヘビー級タイトルマッチ】                                | 2010年4月3日   |
| ×    | タイロン・スポーン         | 3R終了 判定0-3                             | K-1 WORLD GP 2009 FINAL                                                                    | 2009年12月5日  |
| ×    | ルスラン・カラエフ         | 3R終了 判定0-3                             | K-1 WORLD GP 2009 IN SEOUL FINAL16 【WORLD GP 1回戦】                                      | 2009年9月26日  |
| ○    | ヤン・ソウクップ           | 3R 1:20 KO（右フック）                     | K-1 WORLD GP 2009 IN TOKYO                                                                 | 2009年8月11日  |
| ○    | グーカン・サキ             | 延長R終了 判定3-0                          | K-1 WORLD GP 2009 IN YOKOHAMA 【第2代K-1ヘビー級王者決定トーナメント 決勝】                | 2009年3月28日  |
| ○    | メルヴィン・マヌーフ       | 1R 2:02 KO（右フック）                     | K-1 WORLD GP 2009 IN YOKOHAMA 【第2代K-1ヘビー級王者決定トーナメント 1回戦】               | 2009年3月28日  |
| ○    | ソン・ミンホ               | 3R 1:43 KO（右ローキック）                 | K-1 WORLD GP 2008 IN SEOUL FINAL16                                                         | 2008年9月27日  |
| ×    | エヴェルトン・テイシェイラ | 3R終了 判定0-3                             | K-1 WORLD GP 2008 IN FUKUOKA 【JAPAN GP 決勝】                                             | 2008年6月29日  |
| ○    | 佐藤匠                     | 3R終了 判定3-0                             | K-1 WORLD GP 2008 IN FUKUOKA 【JAPAN GP 準決勝】                                           | 2008年6月29日  |
| ○    | 武蔵                       | 3R終了 判定2-0                             | K-1 WORLD GP 2008 IN FUKUOKA 【JAPAN GP 1回戦】                                            | 2008年6月29日  |
| ○    | マイティ・モー             | 延長R終了 判定3-0                          | K-1 WORLD GP 2008 IN YOKOHAMA                                                              | 2008年4月13日  |
| ○    | 中迫強                     | 2R 3:07 KO（右フック）                     | 燃えろドラゴン! その壱                                                                     | 2007年12月22日 |
| ○    | キム・ギョンソック         | 2R 2:14 KO（右ローキック）                 | K-1 WORLD GP 2007 IN SEOUL FINAL16                                                         | 2007年9月29日  |
| ○    | 佐藤匠                     | 延長R終了 判定3-0                          | K-1 TRYOUT 2007 SURVIVAL 【YOUNG JAPAN GP 決勝】                                           | 2007年8月16日  |
| ○    | 百瀬竜徳                   | 3R終了 判定3-0                             | K-1 TRYOUT 2007 SURVIVAL 【YOUNG JAPAN GP 1回戦】                                          | 2007年8月16日  |
| ○    | 滝川リョウ                 | 3R終了 判定3-0                             | J-NETWORK 「TEAM DRAGON QUEST 1」                                                          | 2007年6月3日   |
| ○    | 杉村タンク                 | 2R 1:42 KO（パンチ）                       | マーシャルアーツ日本キックボクシング連盟 「士道館新春正月興行 BREAKDOWN-1」                | 2007年1月12日  |
| ○    | ターボ・ウィラサクレック   | 4R 2:13 TKO（3ノックダウン：右ローキック） | M-1 FAIRTEX SINGHA BEER ムエタイチャレンジ 〜タイ国王即位60周年記念杯2006〜                | 2006年11月5日  |
| ○    | 敏センチャイジム           | 3R終了 判定3-0                             | J-NETWORK 「MACH GO! GO! '06 〜フライ級最強決定トーナメント1回戦〜」                       | 2006年9月1日   |
| ○    | 花田純一                   | 2R 1:16 KO                                 | J-NETWORK 「GO! GO! J-NET '06 〜Invading the DRAGON（龍軍団の襲撃）〜」                    | 2006年5月17日  |

### プロボクシング
| プロボクシング 戦績 | プロボクシング 戦績 | プロボクシング 戦績 | プロボクシング 戦績 | プロボクシング 戦績 | プロボクシング 戦績 | プロボクシング 戦績 |
| ------------------- | ------------------- | ------------------- | ------------------- | ------------------- | ------------------- | ------------------- |
| 23 試合             | (T)KO               | 判定                | その他              | 引き分け            | 無効試合            |                     |
| 21 勝               | 13                  | 8                   | 0                   | 0                   | 0                   |                     |
| 2 敗                | 2                   | 0                   | 0                   | 0                   | 0                   |                     |

| 戦           | 日付           | 勝敗 | 時間    | 内容    | 対戦相手                     | 国籍             | 備考                                                                          |
| ------------ | -------------- | ---- | ------- | ------- | ---------------------------- | ---------------- | ----------------------------------------------------------------------------- |
| 1            | 2011年12月31日 | ☆    | 6R      | 判定3-0 | マイケル・オドネル           | オーストラリア   | プロデビュー戦                                                                |
| 2            | 2012年3月6日   | ☆    | 2R 1:03 | TKO     | 金在贊                       | 韓国             |                                                                               |
| 3            | 2012年5月17日  | ☆    | 2R 0:47 | TKO     | アファ・タトゥプ             | ニュージーランド |                                                                               |
| 4            | 2012年6月20日  | ☆    | 3R 2:02 | KO      | クラレンス・ティルマン       | ニュージーランド |                                                                               |
| 5            | 2012年9月19日  | ☆    | 10R     | 判定3-0 | チャウンシー・ウェリバー     | アメリカ合衆国   |                                                                               |
| 6            | 2012年12月31日 | ★    | 5R 0:57 | TKO     | ソロモン・ハウモノ           | オーストラリア   | OPBF東洋太平洋ヘビー級王座決定戦                                              |
| 7            | 2013年4月17日  | ☆    | 7R 1:11 | TKO     | ファブリス・オーレン         | フランス         |                                                                               |
| 8            | 2013年7月25日  | ☆    | 6R 2:59 | TKO     | オケロ・ピーター（緑）       | ウガンダ         | 日本ヘビー級王座決定戦                                                        |
| 9            | 2013年11月25日 | ☆    | 10R     | 判定3-0 | 竹原虎辰（緑）               | 日本             | 日本王座防衛1                                                                 |
| 10           | 2014年4月30日  | ☆    | 8R      | 判定3-0 | 石田順裕（グリーンツダ）     | 日本             |                                                                               |
| 11           | 2014年9月10日  | ☆    | 5R 0:44 | TKO     | 竹原虎辰（緑）               | 日本             | 日本王座防衛2                                                                 |
| 12           | 2014年12月18日 | ☆    | 8R      | 判定3-0 | ダビド・ラデフ               | フランス         |                                                                               |
| 13           | 2015年4月30日  | ☆    | 10R     | 判定2-1 | 石田順裕（グリーンツダ）     | 日本             | 日本王座防衛3                                                                 |
| 14           | 2015年10月21日 | ☆    | 3R 1:05 | KO      | デビッド・トーレス・ガルシア | メキシコ         |                                                                               |
| 15           | 2016年4月27日  | ☆    | 8R      | 判定3-0 | ネイサン・マッケイ           | オーストラリア   |                                                                               |
| 16           | 2016年8月2日   | ☆    | 2R 2:13 | TKO     | アダム・ラブロック           | オーストラリア   |                                                                               |
| 17           | 2017年1月14日  | ☆    | 12R     | 判定3-0 | ウイリー・ナッシオ           | オーストラリア   | OPBF東洋太平洋ヘビー級王座決定戦                                              |
| 18           | 2017年5月8日   | ☆    | 9R 1:22 | TKO     | ヘルマン・パーセル           | オーストラリア   | WBOアジアパシフィックヘビー級王座決定戦・OPBF防衛1                            |
| 19           | 2017年11月4日  | ☆    | 5R 2:50 | KO      | ランドール・レイメント       | オーストラリア   | OPBF防衛2・WBOアジアパシフィック防衛1                                         |
| 20           | 2018年5月7日   | ☆    | 7R 0:28 | TKO     | アーロン・ラッセル           | オーストラリア   | OPBF防衛3・WBOアジアパシフィック防衛2                                         |
| 21           | 2018年9月25日  | ☆    | 6R 終了 | TKO     | スタット・カラレック         | タイ             | OPBF防衛4・WBOアジアパシフィック防衛3                                         |
| 22           | 2019年10月21日 | ☆    | 6R 2:08 | TKO     | スタット・カラレック         | タイ             |                                                                               |
| 23           | 2019年12月21日 | ★    | 2R 2:10 | KO      | ダニエル・デュボア           | イギリス         | WBOインターナショナルヘビー級タイトルマッチ WBC世界ヘビー級シルバー王座決定戦 |
| テンプレート |                |      |         |         |                              |                  |                                                                               |

## 主な獲得タイトル
キックボクシング
- K-2 GRAND PRIX 第18回全日本新空手道選手権大会 重量級 優勝
- K-1 YOUNG JAPAN GP 2007 優勝
- K-1 WORLD GP 2008 IN FUKUOKA JAPAN GP 準優勝
- 第2代K-1ヘビー級王座

ボクシング
- 第2代日本ヘビー級王座（防衛3=返上）
- 第21代OPBF東洋太平洋ヘビー級王座（防衛4=返上）
- WBOアジア太平洋ヘビー級王座（防衛3=返上）

### 戦績等
- 藤本京太郎 - 角海老宝石ボクシングジム
- 藤本京太郎の戦績 - BoxRec（英語）
- K-1 選手データ
- K-1 選手データ (2007年9月29日-2010年12月31日まで) - ウェイバックマシン（2011年10月5日アーカイブ分）